# North American Soccer League Indoor 1979-1980
Nel 1979 partì la sesta edizione del campionato indoor della NASL, con lo scopo di impiegare anche la stagione invernale (in Nord America essendo la stagione di gara regolare quella estiva da aprile a ottobre). Parteciparono 10 squadre della e il titolo andò ai Tampa Bay Rowdies.

## Squadre partecipanti
- Eastern Division: Atlanta Chiefs, Detroit Express, Ft. Lauderdale Strikers, N.E. Tea Men, T.B. Rowdies
- Western Division: California Surf, L.A. Aztecs, Memphis Rogues, Minnesota Kicks, Tulsa Roughnecks

## Classifiche

### Regular Season

#### Eastern Division
|  | Squadra                 | G  | V  | P  | GF | GS | ‰   |
|  | ----------------------- | -- | -- | -- | -- | -- | --- |
|  | Atlanta Chiefs          | 12 | 10 | 2  | 70 | 46 | 833 |
|  | T.B. Rowdies            | 12 | 8  | 4  | 75 | 64 | 667 |
|  | Detroit Express         | 12 | 7  | 5  | 70 | 69 | 583 |
|  | Ft. Lauderdale Strikers | 12 | 3  | 9  | 58 | 65 | 250 |
|  | N.E. Tea Men            | 12 | 2  | 10 | 52 | 81 | 167 |

#### Western Division
|  | Squadra          | G  | V | P  | GF | GS | ‰   |
|  | ---------------- | -- | - | -- | -- | -- | --- |
|  | Memphis Rogues   | 12 | 9 | 3  | 65 | 44 | 750 |
|  | Minnesota Kicks  | 12 | 8 | 4  | 75 | 52 | 667 |
|  | Tulsa Roughnecks | 12 | 7 | 5  | 63 | 64 | 583 |
|  | California Surf  | 12 | 4 | 8  | 71 | 83 | 333 |
|  | L.A. Aztecs      | 12 | 2 | 10 | 56 | 87 | 167 |

### Turno di spareggio
|  | Minnesota Kicks | 3 – 2 | Tulsa Roughnecks |  |
|  |                 |       |                  |  |

|  | T.B. Rowdies | 12 – 1 | Detroit Express |  |
|  |              |        |                 |  |

### Semifinali
|                |   |                 | Gara 1 | Gara 2 | Gara 3 |  |
| T.B. Rowdies   | - | Atlanta Chiefs  | 7 - 3  | 6 - 5  |        |  |
| Memphis Rogues | - | Minnesota Kicks | 3 - 6  | 4 - 3  | 1 - 0  |  |

### Finale
|              |   |                | Gara 1 | Gara 2 | Gara 3 |  |
| T.B. Rowdies | - | Memphis Rogues | 4 - 5  | 10 - 4 | 1 - 0  |  |